# Philip Dröge
Philip Dröge (Groningen, 11 november 1967) is een Nederlandse schrijver, journalist en columnist. Hij treedt geregeld op als gastspreker en als commentator in programma’s op radio en televisie. Dröge schrijft voor verschillende kranten en magazines uit binnen- en buitenland, onder meer National Geographic, Quote, Forbes, NRC, Kijk, Trouw, De Morgen. Hij wordt beschouwd als een koningshuisdeskundige.

## Levensloop
Dröge groeide op in Haren en ging naar de middelbare school in Groningen. Hij studeerde Europese Studies in de taalkundige variant aan de Universiteit van Amsterdam. Daarnaast studeerde hij geschiedenis aan de Paris Lodron Universität in Salzburg, Oostenrijk.

## Boeken
Hij debuteerde in 2002 met het non-fictie boek Meesterspion, het geheime leven van prins Bernhard. In 2004 publiceerde hij Het Oranjekapitaal, over het vermogen en de zakelijke aspecten van het Nederlandse koningshuis. In 2015 verscheen van zijn hand De schaduw van Tambora, over de catastrofale uitbarsting van de vulkaan Tambora in Nederlands-Indië in 1815 en het daaropvolgende wereldwijde 'jaar zonder zomer'. Dit boek werd genomineerd voor de Jan Wolkers Prijs. In 2016 publiceerde Dröge het boek Moresnet, opkomst en ondergang van een vergeten buurlandje, over het ministaatje Neutraal Moresnet, net ten zuiden van Vaals. Het boek haalde de shortlist van de Libris Geschiedenisprijs en is vertaald in het Duits en Italiaans. In 2017 verscheen Pelgrim, over het leven en de reizen van Christiaan Snouck Hurgronje. Met het boek Moederstad uit 2021 duikt Dröge in de geschiedenis van Jakarta en zijn eigen voorouders.
In 2024 won hij met het boek De Tawl de Taalboekenprijs.
- Gemeinsame Normdatei: 173560504
- International Standard Name Identifier: 0000 0000 4673 342X
- Nederlandse Thesaurus van Auteursnamen: 161614787
- Virtual International Authority File: 48587243